# Ciència experimental
Una ciència experimental o ciència empírica és el nom que reben les ciències que comproven les hipòtesis mitjançant un experiment.
Altres ciències no poden comprovar les seves hipòtesis amb un experiment sinó només amb l'observació, un paradigma, com és el cas de l'astronomia.

## Etimologia
La paraula empíric ve del grec έμπειρικός, que significa "experimentat"
(format per έμ="abans" i el verb πειραν="tractat" o "provat", més el sufix ικός="referent a"), és a dir, la qualitat d'allò que per a considerar-ho vàlid cal que estigui fonamentat en una demostració experimental prèvia.

## Definició
Les ciències experimentals són una derivació de les ciències naturals. Són ciències que fan servir experiments o situacions preescollides i controlades en las què el resultat en aquestes condicions no és conegut. La major part de les ciències naturals són a més ciències experimentals. Moltes ciències socials poden basar-se en experiments: per exemple, les ciències cognitives i la psicologia que sovint fan servir subjectes que responen a situacions preparades dins un laboratori. Ciència experimental és la ciència que realitza experiments amb la finalitat de trobar una raó o qualsevol manera d'explicar o de trobar fenòmens físics.

## Ciències Experimentals aplicades a l'ensenyament

### Influència de les Ciències Experimentals aplicades a l'ensenyament
Des de fa temps, l'educació s'ha vist influenciada per tota una sèrie de renovacions pedagògiques, les quals han suposat un canvi de les estratègies d'aprenentatge emprades pels docents a l'aula. Tot això, sembla confirmar que la tasca del docent, com a tal, requereix una adaptació a la realitat educativa que travessa l'ensenyament a Espanya, acoblant, naturalment, les Ciències a aquests intents de renovació.
A pesar de la influència de diversos corrents renovadores que ofereixen un ampli ventall d'alternatives per ensenyar les Ciències, entre les quals, destaquen la realització d'experiments i demostracions en classe, la participació activa dels discents en els processos d'ensenyament amb l'objectiu de construir coneixements de forma conjunta i lligats a l'activitat diària de les persones, no s'aconsegueix que les Ciències ocupen a l'aula un paper sorprenent.

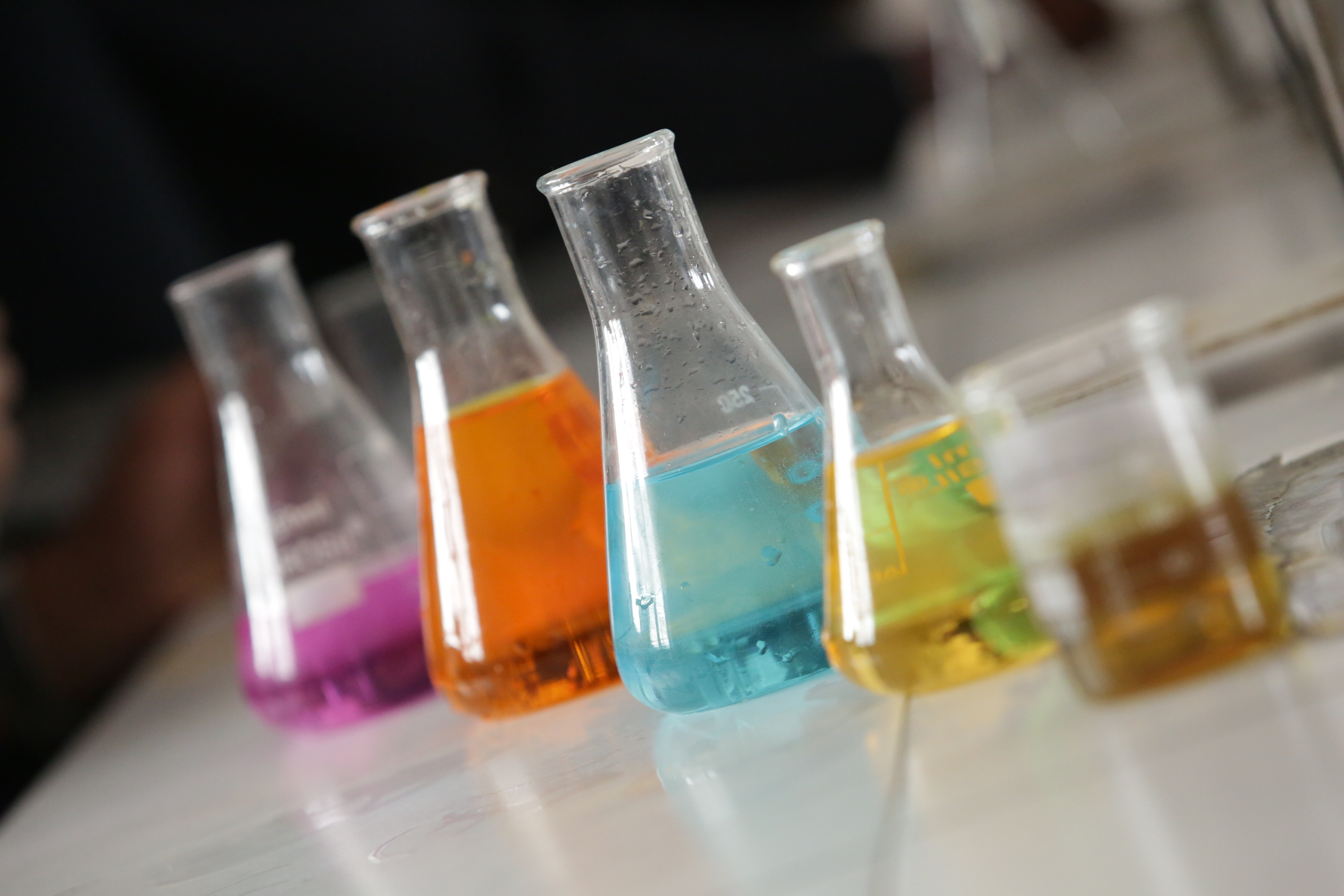
Ciències Experimentals aplicades a l'ensenyament

Neus Sanmartí, en un article planteja una immillorable afirmació que ve a corroborar el que acabem d'establir:
“No se enseña a pensar ni a trabajar científicamente; sólo se enseña a utilizar el vocabulario científico de manera mecánica […] Han desaparecido la experimentación y el trabajo de campo, y los contenidos que se aprenden están muy atomizados y son muy memorísticos” (2002:11).
Una de les causes que poden afavorir la passivitat dels docents davant aquesta necessitat de renovació en l'ensenyament de les Ciències, és el plantejament de la majoria dels manuals didàctics o llibres de text, ja que diverses de les investigacions portades a terme (Tamir y García Rovira, 1992) desvetllen com els llibres continuen adquirint una competència passiva, per no fer-ne menció de l'escassetat d'experimentació, recerca de problemes i treball de laboratori per a traslladar a la pràctica els conceptes i el desenvolupament de les habilitats cognitives.
Per consegüent, ensenyar Ciències de forma contextualitzada i relacionada amb la vida quotidiana és un dels desafiaments més tendenciosos de l'època actual. L'ensenyament de les ciències ha de permetre als alumnes obrir-se a la realitat, interrogar-la i fer-li front. Una clara afirmació que defensa el caràcter pràctic que ha de desenvolupar l'ensenyament de les Ciències és la de Woolnough (citat per Caamaño, 1992), qui reivindica l'ús de treballs pràctics que doni als alumnes una oportunitat per resoldre problemes relacionats amb la ciència i que formen part de la seva vida quotidiana.
“… la ciencia es una actividad práctica, además de teórica, y una gran parte de la actividad científica tiene lugar en los laboratorios. Si la enseñanza de las ciencias ha de promover la adquisición de una serie de procedimientos y habilidades científicas, desde las más básicas […] hasta las más complejas [...], es clara la importancia que los trabajos prácticos deben tener como actividad de aprendizaje de estos conocimientos.” (Caamaño, 1992)

### Tipologia de treballs pràctics
Freqüentment, s'ha criticat el poc espai que el currículum de l'Educació Primària ha destinat al treball de pràctiques d'investigació, proposant tot un conjunt d'exercicis que es caracteritzen per un àmbit d'índole tancada, on el principal protagonisme recau en la passivitat de l'alumnat. Aquesta reiteració de crítiques ha suscitat l'interès d'alguns autors i pedagogs per orientar part dels seus treballs pràctics amb xicotetes investigacions (Gil, 1983).
Com a punt de partida, els nous mètodes alternatius per a l'ensenyament de les Ciències aparten definitivament l'ensenyament per transmissió, deixat pas a la investigació com a factor fonamental en l'adquisició de coneixement científic.
Així doncs, a continuació es presenten algunes de les estratègies alternatives al mètode tradicional, les quals responen a les més utilitzades i desenvolupades, fins al moment, en l'ensenyament – aprenentatge de les Ciències.
- Investigació dirigida

Es fonamenta principalment en el constructivisme. Aquest tipus d'investigació planteja l'aprenentatge de la Ciència com un procés de construcció social de models i lleis, sempre partint de la guia dels mateixos mestres. Els conceptes a investigar sorgeixen de preguntes, peculiaritats, inquietuds..., i per tant, aquest tipus d'exploració precisa d'un docent ben format, i també posseïdor d'un bon control pedagògic.
- Aprenentatge per descobriment

L'alumnat adquireix els conceptes autònomament. El discent és l'encarregat d'experimentar i, per tant, l'assimilació d'un concepte concret es trobarà fonamentada a partir de les mateixes experiències, en relació amb l'entorn, la quotidianitat dels seus actes...
- Aprenentatge per indagació

En aquest tipus d'aprenentatge adquireix importància l'entorn quotidià de l'alumne amb la intenció de donar a conèixer a l'educand que la Ciència es troba present, i molt, al nostre voltant. La indagació de teories o models científics estan relacionats amb l'entorn.
Aquest tipus d'ensenyament (2004, citat per Garritz, 2006) té l'objectiu d'aconseguir en els estudiants una actitud positiva cap a l'aprenentatge de les Ciències, sense deixar de costat cap moment de la curiositat i la motivació, ja no en l'entorn escolar, sinó també al llarg de la visa.
''… el proceso educativo en las ciencias por indagación le permite al estudiante valorar la curiosidad científica y la capacidad de análisis como fuente de aprendizaje, y utilizar el entorno cotidiano como un elemento cercano a la didáctica de las ciencias, idóneo para propiciar aprendizajes significativos." (Torres Salas, 2009)

## Fonamentació i fases del "Mètode Científic"
La definició exacta sobre què és el “mètode científic” resideix en la complexitat, donada la gran quantitat de disciplines científiques i subtipus, encara que, a tall d'exemple, una de les definicions que podem trobar al diccionari és la següent:
```
“
Se trata de un método o procedimiento que ha caracterizado a la ciencia natural desde el siglo XVII, que consiste en la observación sistemática, medición y experimentación, y la formulación, análisis y modificación de las hipótesis.
” (
Oxford English Dictionary
)
```

Els projectes d'investigació del medi (Zábala, 1992), seguint les directrius plantejades pel mètode científic, estan compostes per les següents fases que a continuació es presenta de forma esquemàtica.
- Motivació. És important encaminar les investigacions cap a aspectes de la vida quotidiana de l'alumnat, ja que d'aquesta forma se suscitarà l'interès i la motivació cap als interrogants que s'hi plantegen. És indispensable que l'alumne trobi l'activitat a realitzar inquietant i interessant (Segura i molina, 1991).

Esquema "Mètode científic"

- Explicitació de les qüestions. En aquesta etapa se seleccionaran aquelles preguntes, inquietuds o qüestions més interessants i que constituiran el procés d'experimentació. D'acord amb Sanmartí (2002), en aquesta etapa s'ha de tenir en compte la diversitat d'alumnat, perquè tothom pugui percebre els fenòmens, així com estimular els educands perquè tots expressen els seus punts de vista.

- Respostes intuïtives o “hipòtesis”. Els alumnes ja tenen uns coneixements o suposicions interioritzats sobre el tema en qüestió i, per tant, resulta necessari que l'alumnat manifesti les seves idees prèvies, encara que aquestes resultin confuses o errònies. “Lo que hay en el cerebro del que va a aprender tiene importancia”. Gil (1986:114)
- Definició dels instruments per a la recerca d'informació. En aquesta etapa es pretén que els xiquets i les xiquetes s'assabenten de quins seran els instruments que ens permetran investigar, a més a més de corroborar, de manera exacta, si les seves suposicions prèvies són correctes o no (Zábala, 1992).

- Recollida de dades/experimentació. Constitueix la fase de la indagació. Mitjançant l'experimentació, els alumnes aniran recollint les dades necessàries per poder respondre a la pregunta o preguntes plantejades. A més a més, poden fonamentar-se a partir de diversos documents i fonts ja elaborades per endavant.

- Anàlisi de dades i conclusions. Tota investigació ha de sotmetre’s a una espècie de prova per a comprovar si un model o una hipòtesi és correcta o no, gràcies a l'experimentació i la posada en pràctica, reformulant la hipòtesi inicial, en casa de no acomplir-se (Solbes, 2002). Aquest procediment ens permetrà obtenir conclusions.

- Generalització. Aquesta fase és necessària i permetrà als discents aplicar conclusions obtingudes en la fase anterior a situacions on les condicions que es presenten siguin similars, encara que no, imprescindiblement, idèntiques.

- Expressió i comunicació. En aquesta última fase del procés, els educands hauran de ser capaços d'expressar i comunicar allò que han après i el procés que han fet servir per extraure les diverses conclusions.

Aquesta activitat constant i constructiva de l'alumne implica, també, una activitat constant i constructivista del docent, proporcionant en tot moment tota l'ajuda necessària als alumnes, fomentant la seva motivació i permetent, en última instància, que aquests arriben a assolir els objectius proposats. Per tant, “… podemos afirmar que los proyectos de investigación del medio […], constituyen un recurso eficaz para ayudar a los alumnos y alumnas a aprender”. (Zábala, 1992:62)

## Aplicació pràctica de projectes experimentals
Projecte Hands On
En primer lloc, en parlarem del projecte Mans a l'obra (Hands On, és el títol original), projecte promogut a França, pel premi Nobel George Charpak, junt amb la col·laboració d'altres quinze pedagogs i científics, basant-se en un programa portat a terme en la ciutat estatunidenca de Chicago. Aquest projecte va qüestionar una nova forma d'ensenyar les Ciències a l'Educació Primària, apostant per uns mètodes innovadors i modernistes que feien front a una ensenyança clàssica, tradicionals i de transmissió conceptual.
Al llarg del projecte, es poden evidenciar tres paradigmes clau respecte a l'ensenyança de les Ciències. Primerament, es dota d'importància al fet de fomentar l'autonomia entre els escolars, permetent que siguin capaços d'establir i plantejar hipòtesis i, per tant, que esdevinguin la necessitat d'experimentar. En segon lloc, un altre dels aspectes al qual s'atorga importància, és el caràcter polivalent que adopta el mestre en l'aula, superant tota classe de temors i pors de cara a l'ensenyament de les Ciències, accepten el repte i investigant, junt amb l'alumnat, fins a donar resposta a la pregunta. Finalment, el tercer aspecte a que fa referència el projecte és la transcendència que pot tenir la posada en marxa d'aquest programa a l'escola, promovent l'objectivitat, el debat, la democràcia i, el més important, la formació de l'alumnat com a ciutadans, partícips de tot allò que ocorre al seu voltant.
Un dels ideals que caracteritzen aquest projecte és el risc que anteposa en afirmar que procediments i continguts poden anar de la mà, advocant una separació que, fins al moment, s'havia establert millorant, sorprenentment, la capacitat de llegir, escriure i contar en l'alumnat sotmès a aquest projecte.
Projecte La Main à la pâte
D'altra banda, tenim el projecte “Les mans en la massa” (Le Main à la Pate), també iniciat pel físic George Charpak, juntament amb les aportacions d'altres físics competents en aquest àmbit. Mitjançant aquest projecte, Charpak intenta traslladar el que va poder observar a una escola situada en un barri marginal. Es tracta, sense dubte, d'un projecte iniciat en França però que es va estendre a les escoles de més de vint països, els quals es mostraven entusiasmats davant els plantejaments que en aquest es precisaven.
El projecte Les Mans en la massa, es tracta d'un programa de renovació de l'educació, especialment de l'educació científica en l'escola de l'Educació Primària. Aquest, està caracteritzat per uns deu principis, entre els quals Charpak aposta per fer argumentar, exposar i raonar a l'alumnat, tenint present els seus ideals, a més a més d'atorgar al medi més proper un paper imprescindible en l'educació científica.
“examinar algunas ideas sencillas que apuntaban a restaurar en la escuela, una ciencia que fuera motivo de reflexión individual y argumento de experimentación colectiva; una ciencia que fuera tanto una incitación a interrogar, a observar, a buscar, a argumentar, a expresarse, como un pretexto para sólo almacenar conocimientos...; sobre todo, una ciencia que abriera su imaginación a infinitos panoramas y que, por tanto, pudiera constituir para ellos una amplia renovación del espíritu […] Comprender cómo aprenden los niños, dejar de tabicar las disciplinas, vencer las reticencias de los maestros mediante el ejemplo y el acompañamiento, escucharlos y valorizar su compromiso pedagógico, proponerles herramientas de calidad, utilizar las técnicas modernas de autoformación...” (Charpak, 2005:13,15)
Els resultats de traslladar a la pràctica aquest projecte foren extremadament positius. Així doncs, en França, partint de tan sols un 3%, es va passar a un 35% dels discents que estudiaren Ciències en les escoles d'Educació Infantil i Primària. Sense dubte, s'aposta per traure a la llum l'avidesa que tots els xiquets i xiquetes posseeixen de cara a les Ciències, exaltant la polivalència dels mestres (en l'ensenyament en general, i en l'Educació Primària en particular) i els seus beneficiosos resultats en l'ensenyament d'aquesta matèria troncal del currículum.